# ماكسيميليان هورنونغ
ماكسيميليان هورنونغ (بالألمانية: Maximilian Hornung)‏ هو معلم موسيقى ألماني، ولد في 1986 في آوغسبورغ في ألمانيا.

## وصلات خارجية
- ماكسيميليان هورنونغ على موقع ميوزك برينز (الإنجليزية)
- ماكسيميليان هورنونغ على موقع أول ميوزيك (الإنجليزية)
- ماكسيميليان هورنونغ على موقع ديسكوغز (الإنجليزية)